# Vălenii, Iași
Vălenii (în trecut, Găureni) este un sat în comuna Țibănești din județul Iași, Moldova, România.
Vălenii, numit și "Văleni", este un sătuc minunat așezat între dealuri, îl găsim pornind de la Țibănești după Jigoreni în drum spre Suhuleț. Se situează pe valea pârâului Găureni, la 7km sud-est de centrul comunei, fiind atestat documentar din anul 1457 sub numele de Găureni. Vălenii are 349 locuitori și 156 locuințe, ulițe "în sus" și "în jos", zone precum "bălc", "la șușmea", "pe deal" și "în centru".
Ca resurse naturale dispune de cariere de gresii. Există un sit arheologic la Vălenii - "Seliștea", la circa 300 m SE de sat - Latene, epoca romană/secolul IV (National Archaeological Record of Romania). Mergând prin sat se vede dealul "Raiului" cu vechile și celebrele livezi de meri. De asemenea, se spune că un stejar imens care ar putea fi cuprins doar de 20 de persoane ar mai împodobi încă pădurea din jurul Văleniului.
Religia locuitorilor este creștin ortodoxă, bisericuța de lemn din 1727 cu hramul Adormirea Maicii Domnului stând mărturie. (Vezi "Patrimoniu Imobil - Egispat"27. Sf. Gheorghe, Văleni (fost Găureni) – Țibanești, 1727, Chiriac Bacu, Loghin și Vasile Smeria).